# Under Pressure
"Under Pressure" é um single da banda britânica Queen juntamente com o cantor britânico David Bowie, lançado em outubro de 1981. Mais tarde, a canção foi incluída no álbum Hot Space, lançado em 1982, sendo o maior sucesso do disco. A música alcançou o primeiro lugar na UK Singles Chart, tornando-se a segunda música do Queen a atingir o primeiro lugar nas paradas britânicas (desde 1975, quando "Bohemian Rhapsody" liderou as paradas durante nove semanas). O VH1 a pôs na 31ª posição dentre as melhores músicas dos anos 1980.
A música foi escrita durante a época em que Bowie foi convidado a atuar com vocais de apoio numa música que o Queen estava gravando que, mais tarde seria "Cool Cat". David não gostou de sua participação e pediu que o grupo não lançasse a faixa com seus vocais. Mais tarde, sugeriu que fizessem uma música em parceria. Então, "Under Pressure" surgiu através de um riff de John Deacon numa jam session do grupo com Bowie, que escreveu praticamente sozinho a letra. Durante a mixagem da canção, a banda entrou em discussão com David Bowie, e o músico ameaçou impedir o lançamento da canção. Porém, foi lançada.
"Under Pressure" é encontrada em várias coletâneas de grandes sucessos do Queen e de David Bowie, e foi tocada durante o restante das turnês do grupo.

## Ficha técnica
- David Bowie - vocais, teclado, palmas, estalos de dedo
- John Deacon - baixo
- Freddie Mercury - vocais, piano, órgão hammond
- Brian May - guitarra
- Roger Taylor - bateria, vocais de apoio

## Rah Mix
Uma versão remixada da faixa (chamada "Rah Mix") foi lançada como single em dezembro de 1999 para promover a compilação Greatest Hits III. O single alcançou a posição n°14 no UK Singles Chart. Juntamente com o single, foi lançado um videoclipe em que são mostradas imagens da apresentação do Queen no Estádio de Wembley e da participação de Bowie no Freddie Mercury Tribute Concert.

### Faixas
CD 1:
1. Under Pressure (Rah Mix)
2. The Song of the Millennium – Bohemian Rhapsody
3. Thank God It's Christmas

CD 2:
1. Under Pressure (Rah Mix – Radio Edit)
2. Under Pressure (Mike Spencer Mix)
3. Under Pressure (Knebworth Mix)
4. Enhanced section

Vinil de sete polegadas:
1. Under Pressure (Rah Mix)
2. The Song of the Millennium – Bohemian Rhapsody

## Controvérsia
Controvérsia surgiu quando Vanilla Ice fez um sample da linha de baixo para seu single de 1990 "Ice Ice Baby". Inicialmente ele negou a acusação e disse que havia modificado  mas não pagou originalmente  créditos de composição ou royalties para Queen e Bowie. Uma ação judicial resultou em Bowie e todos os membros do Queen recebendo créditos de composição pelo sample. Vanilla Ice mais tarde afirmou ter comprado os direitos de publicação de "Under Pressure". Vanilla Ice disse que comprar a música fez mais sentido financeiro do que pagar royalties.